# بنك الإسكندرية
بنك الأسكندرية تأسس عام 1957 كشركة مساهمة مصرية، وهو واحد من أهم  بنوك القطاع الخاص في مصر، وهو تابع لمجموعة إنتيسا سان باولو الإيطالية منذ عام 2007، تبلغ فروع بنك الإسكندرية 173 فرعًا تنتشر في جميع محافظات مصر الرئيسية، ويعمل به أكثر من 4300 موظفًا يخدمون أكثر من 1.8 مليون عميلًا في مصر، ينفذ البنك حالياً استراتيجية طموحة للتحول الرقمي لكي يقدم تجربة بنكية مميزة لعملائه.

## خصخصته
- تم خصخصة البنك ببيع 80% من أسهمه لمجموعة سان باولو الإيطالية في 17 أكتوبر 2006.
- آلت ملكية الحصة الحاكمة في بنك الإسكندرية إلى مجموعة إنتيسا سان باولو والتي ولدت باندماج مجموعتين ماليتين إيطاليتين وهما بنك إنتيزا وسان باولو إمي.
- يعمل بنك الإسكندرية حالياً تحت لواء مؤسسة مالية عالمية مجموعة إنتيسا سان باولو التي تعد الأكبر على مستوى إيطاليا والثالثة بين بنوك منطقة اليورو.
- أطلق بنك الإسكندرية إستراتيجية طموحة للتطوير للتواؤم مع نظم وآليات العمل المبتكرة لمجموعة إنتيسا سان باولو، والتي تتضمن إعادة صياغة شكل العمليات المصرفية واستحداث منتجات وخدمات مصرفية تناسب كافة الشرائح وجميع العملاء، مع تدعيم العمالة بكفاءات ذات خبرات دولية في مختلف المجالات لتشهد السنوات الثلاثة القادمة مولد عملاق مصرفى بالسوق المصرية لديه عراقة وأصول تاريخية وآليات وتقنيات السوق الحديثة.
- يمتلك بنك الإسكندرية شبكة فروع محلية تبلغ 171 وحدة تقدم خدماتها إلى حوالي 1.5 مليون عميل.
- يتبنى البنك خطط توسعية محلياً للوصول بوحداته المصرفية لنحو 350 وحدة، بهدف مضاعفة الحصة السوقية للبنك من إجمالي الخدمات المصرفية ومضاعفة ميزانية البنك.
- يخطط البنك إلى التوسع إقليمياً في منطقة الخليج وشمال أفريقيا، وعالمياً من خلال فروع له في إيطاليا.

## وصلات خارجية
- بنك الأسكندرية